# Hunting High and Low (песня)
«Hunting High and Low» (в переводе с англ. — «Ищущий повсюду») — последний, пятый сингл из дебютного альбома Hunting High and Low группы a-ha. Релиз состоялся 2 июня 1986 года.

## Композиции

### 7"
1. «Hunting High and Low» — 3:45
2. «The Blue Sky» (Demo Version) — 3:12

### Europe 12"
Сторона A:
1. «Hunting High and Low» (Extended Version) — 6:45

Сторона B:
1. «Hunting High and Low» (Remix) — 3:45
2. «The Blue Sky» (Demo Version) — 3:12

### US 12"
Сторона A:
1. «Hunting High and Low» (Extended Version) — 6:45

Сторона B:
1. «Train of Thought» (Reflection Mix) [4] — 7:00
2. «And You Tell Me» (Demo Version) — 1:51

## Позиции в чартах
| Чарт                   | ЛП |
| ---------------------- | -- |
| Австрийский сингл-чарт | 24 |
| Британский сингл-чарт  | 5  |
| Германский сингл-чарт  | 11 |
| Ирландский сингл-чарт  | 4  |
| Итальянский сингл-чарт | 10 |
| Норвежский сингл-чарт  | 10 |
| Французский сингл-чарт | 4  |